# Tick-Tock, Bitches
"Tick-Tock, Bitches" é o primeiro episódio da sétima temporada da série de televisão de mistério dramático norte-americana Pretty Little Liars. O episódio foi transmitido nos Estados Unidos em 21 de junho de 2016 através do canal de televisão a cabo Freeform. Foi dirigido por Ron Lagomarsino e escrito por I. Marlene King. O episódio recebeu uma avaliação da Nielsen Ratings de 0.6 e foi assistido por 1.17 milhões de telespectadores. Foi recebido com críticas favoráveis dos críticos contemporâneos, que elogiaram o novo rumo que a série estava tomando, intitulando-o como uma boa maneira de iniciar o fim da série. Na televisão brasileira, o episódio ainda não tem data prevista para ser transmitido.
O enredo da série foca num grupo de cinco garotas — coletivamente conhecidas como Maldosas —, que recebem mensagens anônimas em forma de ameaça de uma antagonista onipresente, enquanto lutam para para sobreviver uma vida de perigo. Neste episódio, as garotas e seus companheiros encontram-se presas numa armadilha orquestrada pelo anônimo "A.D", que sequestrou Hanna e a manteve em cárcere privado. A nova moradora Mary Drake começa a se instalar em Rosewood, enquanto que Elliott tenta ao máximo manter Alison presa no hospital psiquiátrico.

## Enredo
O episódio começa com um flashforward de quatro dias, quando Aria (Lucy Hale), Emily (Shay Mitchell) e Spencer (Troian Bellisario) estão cavando um buraco no solo para enterrar um corpo. De volta ao presente, elas e Ezra (Ian Harding), Caleb (Tyler Blackburn), Toby (Keegan Allen) e Mona (Janel Parrish), estão desesperados com o sequestro de Hanna (Ashley Benson), meticulosamente orquestrado por "A.D.". Como forma de encontrar o verdadeiro assassino de Charlotte DiLaurentis—o motivo por Hanna ter sido sequestrada—, eles se separam. Spencer e Toby se juntam para encontrar pistas no Lost Woods Resort, enquanto que Caleb e Mona investigam Mary Drake (Andrea Parker), que acabara de chegar em Rosewood, Pensilvânia, e é a nova proprietária do Lost Woods Resort. Aria e Ezra investigam a casa dos DiLaurentis depois que todos concordam que Alison (Sasha Pieterse)—que está internada num hospital psiquiátrico—pode ter assassinado Charlotte.
Afim de encontrar respostas, Emily visita Alison no hospital psiquiátrico Welby State, e acaba ouvindo Alison sussurrando que é culpada de algo. Preocupada, Emily dirige até a casa de Alison, tentando acabar com a possibilidade de Alison ter matado Charlotte. No entanto, ela acaba encontrando uma jaqueta vermelha que uma garota loira estava usando na igreja na noite em que Charlotte foi assassinada. Enquanto isso, Hanna é mantida em cárcere privado por "A.D.", mas, quando ela sonha com Spencer dizendo frases motivacionais, ela consegue fugir da prisão e corre pela floresta. Emily entrega a jaqueta para os outros, e Caleb foge com a peça de roupa, rapidamente entregando-a para "A.D." como prova de que Alison havia matado Charlotte. Após chegar na estrada, Hanna é abordada por Mary, que está dirigindo um carro, e exibindo uma expressão estranha. O episódio termina com Elliott (Huw Collins) aplicando uma injeção sedativa em Alison, atestando que ele sabe o que ela havia feito, além de revelar-se como uma pessoa má para a própria esposa.

## Produção
"Tick-Tock, Bitches" foi escrito pela desenvolvedora da série e showrunner I. Marlene King. King revelou o título do episódio em 17 de março de 2016 através da plataforma Twitter. Em 7 de abril de 2016, a revista digital Variety anunciou que o episódio seria transmitido em 21 de junho de 2016. Um vídeo promocional foi lançado em 12 de maio de 2016 afim de promover a transmissão do episódio.

### Desenvolvimento
As filmagens de "Tick-Tock, Bitches" ocorreram nos estúdios da Warner Bros. em Burbank, Califórnia, começando em 4 de abril de 2016, o mesmo dia em que ocorrera a mesa de leitura do episódio. O norte-americano Ron Lagomarsino ficou responsável pela direção do mesmo. As filmagens terminaram em 18 de abril.

### Elenco
A sétima temporada contou com o retorno de personagens principais, com Troian Bellisario, Ashley Benson, Lucy Hale e Shay Mitchell reprisando seus papeis de Spencer Hastings, Hanna Marin, Aria Montgomery e Emily Fields, respectivamente. Tyler Blackburn, Ian Harding, Janel Parrish e Sasha Pieterse também retornaram para reprisar seus papeis de Caleb Rivers, Ezra Fitz, Mona Vanderwaal e Alison DiLaurentis, respectivamente. No dia após a final da sexta temporada, 16 de março de 2016, foi anunciado que Andrea Parker foi promovida ao elenco principal para a sétima temporada interpretando Mary Drake, irmã gêmea de Jessica DiLaurentis, mãe biológica de Charlotte DiLaurentis e tia de Alison e Jason. Os membros do elenco Keegan Allen, Huw Collins e Lulu Brud também retornaram para reprisar seus papeis de Toby Cavanaugh, Elliott Rollins e Sabrina, respectivamente. Pela primeira vez desde o início da série, a atriz norte-americana Laura Leighton não retornou para o elenco principal da série, fazendo de "Tick-Tock, Bitches" o primeiro episódio em que ela não é creditada como tal.

## Exibição e audiência
"Tick-Tock, Bitches" estreou nos Estados Unidos no canal de televisão a cabo Freeform em 21 de junho de 2016. Nos país de origem, o episódio foi assistido por mais de 1.17 milhões de espectadores. "Tick-Tock, Bitches" atraiu um índice de 0.7 nos demográficos 18-49, de acordo com a Nielsen Ratings. Os valores do episódio foram maiores do que os do episódio anterior, "Hush... Hush, Sweet Liars". Em relação à estreia da sexta temporada, no ano anterior, o episódio teve uma queda de audiência de 40 por cento.